# Monopeltis scalper
Espèce
Synonymes
- Phractogonus scalper Günther, 1876
- Lepidosternon scalprum (Günther, 1876)
- Monopeltis gerardi Boulenger, 1913

Monopeltis scalper est une espèce d'amphisbènes de la famille des Amphisbaenidae.

## Répartition
Cette espèce est endémique du Sud de la République démocratique du Congo.

## Liste des sous-espèces
Selon The Reptile Database (14 mai 2014) :
- Monopeltis scalper scalper (Günther, 1876)
- Monopeltis scalper bulsi Laurent, 1954
- Monopeltis scalper gerardi Boulenger, 1913

## Publications originales
- Boulenger, 1913 : Description d'une reptile amphisbénide nouveau provenant du Katanga. Revue Zoologique Africaine, Bruxelles, vol. 2, p. 392-393 (texte intégral).
- Günther, 1876 : Notes on a small collection brought by Lieut. L. Cameron, C.B., from Angola. Proceedings of the Zoological Society of London, vol. 1876, p. 678-679 (texte intégral).
- Laurent, 1954 : Reptiles et batraciens de la région de Dundo (Angola) (Deuxième note). Companhia de Diamantes de Angola (Diamang), Serviços Culturais, Publicações Culturais, no 23, p. 37-84.